# Réalisme spéculatif
Le réalisme spéculatif est un courant de la philosophie contemporaine. Il correspond à l'affirmation qu'il existe une réalité indépendamment de nos représentations ou de notre subjectivité. Il s'oppose ainsi à ce qu'il nomme le « corrélationnisme », c'est-à-dire la thèse qui dit que nous n'avons accès au monde que comme contenu de notre conscience. Pour Quentin Meillassoux par exemple, représentant français de cette mouvance, il est possible de démontrer que le réel est absolument contingent. Le réalisme spéculatif est aussi appelé object-oriented ontology par Graham Harman, représentant américain de ce courant.

### Représentants du réalisme spéculatif
- Ray Brassier (trad. de l'anglais), Le Néant déchaîné : Lumières et extinction, Paris, P.U.F., coll. « MétaphysiqueS », 2017, 420 p. (ISBN 978-2-13-059507-6).
- Tristan Garcia, Forme et objet : Un traité des choses, Paris, P.U.F., coll. « MétaphysiqueS », 2011, 492 p. (ISBN 978-2-13-057968-7).
- Graham Harman (trad. de l'allemand), L'Objet quadruple : Une métaphysique des choses après Heidegger, Paris, P.U.F., coll. « MétaphysiqueS », 2010, 168 p. (ISBN 978-2-13-057911-3).
- Quentin Meillassoux (préf. Alain Badiou), Après la finitude : Essai sur la nécessité de la contingence, Paris, Seuil, coll. « L'Ordre philosophique », 2006, 180 p. (ISBN 978-2-02-084742-1).

### Études critiques
- Michel Bitbol, Maintenant la finitude : Peut-on penser l'absolu ?, Paris, Flammarion, 2019, 518 p. (ISBN 978-2-08-145209-1).
- Terence Blake, « Michel Onfray, le réalisme spéculatif, et le blues du concept », sur terenceblake.wordpress.com, 23 août 2014 (consulté le 2 juillet 2018).
- Pascal Engel, « Le réalisme kitsch », sur Zilsel, 20 juin 2015 (consulté le 2 juillet 2018).
- Pierre-Alexandre Fradet et Tristan Garcia, « Petit panorama du réalisme spéculatif », Spirale, no 255,‎ hiver 2016 (lire en ligne, consulté le 2 juillet 2018).
- Pierre-Alexandre Fradet, Le désir du réel dans la philosophie québécoise, Montréal, Nota bene, coll. Territoires philosophiques, 2022, 246 p.  (ISBN 978-2-89518-796-7)
- Alexander R. Galloway (trad. de l'anglais), Les Nouveaux réalistes : C. Malabou, B. Stiegler, M. Belhaj Kacem, Q. Meillassoux, F. Laruelle, Paris, Léo Scheer, 2012, 168 p. (ISBN 978-2-7561-0412-6).
- Catherine Malabou, Avant demain : Épigenèse et rationalité, Paris, P.U.F., 2014, 352 p. (ISBN 978-2-13-063045-6).
- Yann Schmitt, « Le réalisme spéculatif : entre athéisme et messianisme », ThéoRèmes, no 6,‎ 2014 (lire en ligne, consulté le 2 juillet 2018).